# قرار مجلس الأمن التابع للأمم المتحدة رقم 2045
قرار مجلس الأمن التابع للأمم المتحدة رقم 2045، المتخذ بالإجماع في 26 أبريل 2012. بشأن الماس غير القانوني في ساحل العاج.

## روابط خارجية
- نص القرار في undocs.org